# درمان کاهنده بار فلزات سنگین
درمان کاهنده بار فلزات سنگین یا درمان با شلات‌کننده یا شلات تراپی(به انگلیسی: Chelation therapy) یک روش پزشکی است که شامل تجویز مواد شیمیایی برای از بین بردن فلزات سنگین از بدن است. این روش درمانی دارای سابقه طولانی استفاده در سم‌شناسی بالینی است و برای برخی از درمان‌های پزشکی بسیار خاص همچنان استفاده می‌شود، اگرچه به دلیل خطرات ذاتی مختلف تحت نظارت پزشکی بسیار دقیق انجام می‌شود.
درمان با شلات‌کننده باید با دقت انجام شود زیرا دارای عوارض جانبی احتمالی از جمله مرگ است. در پاسخ به افزایش استفاده از درمان با شلات‌کننده به عنوان داروی جایگزین و در شرایطی که نباید از این درمان در طب معمول استفاده شود، سازمان‌های مختلف بهداشتی تأیید کرده‌اند که شواهد پزشکی از تأثیر درمان با شلات‌کننده برای هدفی غیر از درمان مسمومیت با فلزات سنگین وجود ندارد. محصولات شلات‌کننده بدون نسخه برای فروش در ایالات متحده مجاز نیستند.
| کی‌لیت(شلات) کننده                                                | مورد استفاده در |
| ---------------------------------------------------------------- | --- |
| دیمرکاپرول (British anti-Lewisite؛ BAL)                          | - مسمومیت حاد آرسنیک - مسمومیت حاد جیوه - مسمومیت با سرب (علاوه بر EDTA) - مسمومیت با لوئیزیت (که به عنوان پادزهر توسعه داده شده است) |
| دی مرکاپتو سوکسینیک اسید (DMSA)                                  | - مسمومیت با سرب - مسمومیت با آرسنیک - مسمومیت با جیوه                                                                                |
| دی‌مرکاپتو-پروپان سولفونات (DMPS)                                 | - مسمومیت حاد آرسنیک - مسمومیت حاد جیوه                                                                                               |
| پنی سیلامین                                                      | عمدتاً در: - مسمومیت با مس گاهی اوقات درمان کمکی در: - مسمومیت با طلا - مسمومیت با آرسنیک - مسمومیت با سرب - آرتریت روماتوئید          |
| اسید اتیلن دی آمین تترا استیک (کلسیم دی سدیم ورنات) (CaNa۲-EDTA) | - مسمومیت با سرب |
| دفروکسامین، دفراسیروکس و دفریپرون                                | - مسمومیت حاد آهن - اضافه بار آهن |

## عوارض جانبی
در صورت استفاده صحیح در پاسخ به تشخیص مسمومیت با فلزات، عوارض جانبی کی‌لیت تراپی شامل افت آب بدن، افت کلسیم خون، آسیب به کلیه‌ها، افزایش آنزیم‌ها در آزمایش‌های عملکرد کبد، واکنش‌های آلرژیک و کاهش سطح مواد مغزی معدنی است. در صورتی که به‌طور نامناسب تجویز شوند، خطرات بیشتری ناشی از هیپوکلسمی (افت سطح کلسیم)، اختلال عصبی تکاملی و همچنین احتمال مرگ وجود دارد.

## یادداشت
1. ↑  در متون تخصصی پزشکی و فارماکولوژی معادل لغت «Chelation» شلات یا شلات کننده ترجمه شده است. ولی در متون علمی شیمی معدنی بیشتر از لغت کی‌لیت یا کی‌لیت‌کننده به عنوان معادل این لغت استفاده شده است